# Risa Takashima
Risa Takashima (født 1999) er en japansk kvindelig fægter, der specialiserer sig i sabel.
Hun repræsenterede Japan ved sommer-OL 2024 i Paris, hvor hun vandt bronze i holdkonkurrencen.